# Квант
Квант (от лат. quantum — «сколько») — неделимая часть какой-либо величины в физике; общее название определённых порций энергии (квант энергии), момента количества движения (углового момента), его проекции и других величин, которыми характеризуют физические свойства микро- (квантовых) систем. В основе понятия лежит представление квантовой механики о том, что некоторые физические величины могут принимать только определённые значения (говорят, что физическая величина квантуется). В некоторых важных частных случаях эта величина или шаг её изменения могут быть только целыми кратными некоторого фундаментального значения — и последнее называют квантом. Например, энергия монохроматического электромагнитного излучения угловой частоты {\displaystyle \omega } может принимать значения {\displaystyle (N+1/2)\hbar \omega }, где {\displaystyle \hbar } — редуцированная постоянная Планка, а {\displaystyle N} — целое число. В этом случае {\displaystyle \hbar \omega } имеет смысл энергии кванта излучения (иными словами, фотона), а {\displaystyle N} — смысл числа́ этих квантов (фотонов). В смысле, близком к этому, термин квант был впервые введён Максом Планком в его классической работе 1900 года — первой работе по квантовой теории, заложившей её основу.
Вокруг идеи квантования с начала 1900-х годов развилась полностью новая физическая концепция, обычно называемая квантовой физикой.
Ныне прилагательное «квантовый» используется в названии ряда областей физики (квантовая механика, квантовая теория поля, квантовая оптика и т. д.). Широко применяется термин квантование, означающий построение квантовой теории некоторой системы или переход от её классического описания к квантовому. Тот же термин употребляется для обозначения ситуации, в которой физическая величина может принимать только дискретные значения — например, говорят, что энергия электрона в атоме «квантуется».
Сам же термин «квант» в настоящее время имеет в физике довольно ограниченное применение. Иногда его употребляют для обозначения частиц или квазичастиц, соответствующих бозонным полям взаимодействия (фотон — квант электромагнитного поля, фонон — квант поля звуковых волн в кристалле, гравитон — гипотетический квант гравитационного поля и т. д.), также о таких частицах говорят как о «квантах возбуждения» или просто «возбуждениях» соответствующих полей.
Кроме того, по традиции «квантом действия» иногда называют постоянную Планка. В современном понимании это название может иметь тот смысл, что постоянная Планка является естественной единицей измерения действия и других физических величин такой же размерности (например, момента импульса).

## Некоторые кванты
Кванты некоторых полей имеют специальные названия:
- фотон — квант электромагнитного поля;
- глюон — квант векторного (глюонного) поля в квантовой хромодинамике (обеспечивает сильное взаимодействие);
- гравитон — гипотетический квант гравитационного поля;
- бозон Хиггса — квант поля Хиггса;
- фонон — квант колебательного движения кристалла.
- хронон — гипотетический квант времени